# بانكريس
بانكريس (باليابانية: パンクラス) هي شركة يابانية للفنون القتال المختلطة ومقرها في طوكيو. تأسست عام 1993 على يد المصارعين المحترفين ماساكاتسو فوناكي ومينورو سوزوكي.

## وصلات خارجية
- الموقع الرسمي
 (باليابانية)
- Pancrase event results at sherdog (بالإنجليزية)
- Wrestling-Titles.com: Pancrase (بالإنجليزية)